# Elecciones presidenciales de Camerún de 2025
Las elecciones presidenciales de Camerún de 2025 se celebrarán el 12 de octubre de 2025.

## Antecedentes
Las elecciones presidenciales anteriores del 7 de octubre de 2018 vieron al presidente titular Paul Biya, que ha gobernado desde 1982, elegido para otro mandato de siete años después de una enmienda constitucional de 2008 que eliminó los límites de mandato, permitiendo que Biya se postulara de nuevo. Biya expresó su deseo de continuar sirviendo a la nación. La candidatura de Paul Biya para las elecciones presidenciales de 2025 está causando controversia dentro del gobierno camerunés.

## Sistema electoral
El presidente de Camerún es elegido por escrutinio mayoritario uninominal; el candidato con más votos es declarado el ganador sin necesidad de lograr una mayoría.  El registro para votar finalizó el 31 de agosto de 2024, con más de siete millones de personas habiéndose inscrito.

## Candidatos
Un total de 83 personas registraron su candidatura en las elecciones, de las cuales siete eran mujeres. El 26 de julio, Elections Cameroon (Elecam) publicó una lista provisional de 13 candidatos, con Hermine Patricia Tomaïno Ndam Njoya como la única candidata. Treinta y cinco apelaciones fueron hechas posteriormente por candidatos rechazados ante el Consejo Constitucional.

### Candidatos aprobados
- Paul Biya[7]
- Issa Tchiroma[7]
- Hermine Patricia Tomaïno Ndam Njoya[7]
- Bello Bouba Maigari[7]
- Joshua Osih[7]
- Akere Muna[10]
- Cabral Libii[10]

## Encuestas
| Encuestadora | Fecha                      | Muestra | Margen de error | Maurice Kamto | Cabral Libii           | Paul Biya | Akere Muna | Chris Fomunyoh | Joshua Osih | Abakar Ahamat | Otros | Ventaja |       |       |       |       |       |        |
| ------------ | -------------------------- | ------- | --------------- | ------------- | ---------------------- | --------- | ---------- | -------------- | ----------- | ------------- | ----- | ------- | ----- | ----- | ----- | ----- | ----- | ------ |
| Encuestadora | Fecha                      | Muestra | Margen de error | EC4UC         | 13-20 de junio de 2025 | 735       | ±3.6%      | 64.22%         | 11.39%      | 10.54%        | Otros | Ventaja | 1.35% | 0.89% | 0.82% | 3.08% | 7.71% | 52.83% |
| EC4UC        | 1-6 de marzo de 2025       | 700     | ±3.6%           | 57.28%        | 12.83%                 | 10.83%    | 1.28%      | 0.31%          | 1.36%       | 4.31%         | 11.8% | 44.45%  |       |       |       |       |       |        |
| EC4UC        | 14-18 de diciembre de 2024 | 702     | ±3.6%           | 55.74%        | 17.98%                 | 10.41%    | 3.48%      | 2.60%          | 2.45%       | 2.21%         | 5.11% | 37.76%  |       |       |       |       |       |        |